# Cormocephalus anechinus
Cormocephalus anechinus är en mångfotingart som först beskrevs av Chamberlin 1957.  Cormocephalus anechinus ingår i släktet Cormocephalus och familjen Scolopendridae.
Artens utbredningsområde är Peru. Inga underarter finns listade i Catalogue of Life.